# Le Dernier Magicien
Le Dernier Magicien (titre original : Wizard of the Pigeons) est un roman de fantasy urbaine de l'écrivain américain Megan Lindholm, plus connue sous le nom de Robin Hobb, et publié aux États-Unis en 1986 et en France en 2003. Il a obtenu le prix Imaginales du meilleur roman en 2004.

## Résumé
Le magicien, un laissé-pour-compte qui ère dans Seattle, doit affronter une force immatérielle nommée Mir le gris en même temps que les souvenirs de son difficile passé de soldat ayant fait la guerre du Viet-Nam. Qui saura mieux l'aider, Cassie, une magicienne aux multiples apparences qui essaye de le guider dans son combat face à Mir, ou Lynda, une jeune femme qui tombe amoureuse de lui et essaye de le ramener dans une vie normale ?

## Éditions
- Wizard of the Pigeons, Ace Books, 28 janvier 1986, 214 p.  (ISBN 0-441-89467-4)
- Le Dernier Magicien, Mnémos, coll. « Icares » no 47, 26 novembre 2003, trad. Sylvie Denis, 320 p.  (ISBN 2-915159-11-4)
- Le Dernier Magicien, Pocket, coll. « Fantasy » no 5871, 31 août 2007, trad. Sylvie Denis, 352 p.  (ISBN 978-2-266-15179-5)